# ドナルド・ブラウン
ドナルド・E・ブラウン（Donald E. Brown）はアメリカ合衆国の人類学者。カリフォルニア大学サンタバーバラ校名誉教授。人間性の普遍性に関する理論的な著作で知られる。
著書『ヒューマン・ユニバーサルズ』では、人間の普遍性、ヒューマン・ユニバーサルと言う概念は全ての文化で観察され「例外が知られていない文化的、社会的、言語的、行動的そして精神的な特質によって構成されている」と述べている。これはスティーブン・ピンカーの『人間の本性を考える』で詳細に引用され、付録では数百の普遍性のリストからいくつかが掲載されている。ブラウンは強い環境/文化決定論者として人類学の道を歩み始め、人類の普遍的な性質を認識するに従ってタブラ・ラサの批判者に転じた。

## 著書
- Hierarchy, History, and Human Nature: The Social Origins of Historical Consciousness. University of Arizona Press, 1988.
- Human Universals. New York: McGraw-Hill, 1991.

『ヒューマン・ユニヴァーサルズ―文化相対主義から普遍性の認識へ』鈴木光太郎、中村潔訳（新曜社、2002年）

### レビュー
- Christopher Boehm. 'Human Universals: Donald E. Brown'. American Anthropologist 94 (1992): 742-743.
- Walter J. Lonner. 'Human Universals: Donald E. Brown'. American Ethnologist 21 (1994): 920-921.

## 記事
- 'Human Nature and History'. History and Theory 38 (1999): 138-157.
- 'Human Universals and their Implications'. In N. Roughley (ed.), Being humans: Anthropological Universality and Particularity in Transdisplinary Perspectives. New York: Walter de Gruyter, 2000.
- 'Human Universals, Human Nature & Human Culture'. Daedalus 133 (2004): 4, 47.

## 各種事典の項目
- 'Human Universals'. In Robert A. Wilson and Frank C. Keil (eds). The MIT Encyclopedia of the Cognitive Sciences. Cambridge, Massachusetts: MIT Press, 1999.